# Schürzenjäger
 (novembre 2011).
Si vous disposez d'ouvrages ou d'articles de référence ou si vous connaissez des sites web de qualité traitant du thème abordé ici, merci de compléter l'article en donnant les références utiles à sa vérifiabilité et en les liant à la section « Notes et références ».
Les Schürzenjäger, littéralement les chasseurs de jupons, est un groupe de rock autrichien fondé en 1973.

## Histoire

### Débuts
Comme Slavko Avsenik et son titre Original Oberkrainer, le groupe résulte de la rencontre de la musique traditionnelle tyrolienne avec une société de plus en plus médiatisée. L'émission télévisée Musikantenstadl, spécialisée dans le folklore a également contribué à l'émergence de cette tendance. L'idée consiste à jouer des morceaux traditionnels avec des instruments habituellement utilisés pour jouer du Rock ou de la Pop. Leur premier succès date de 1987 avec Sierra Madre, suivi en 1992 de la première chanson de l'album Zillertaler Schürzenjäger 92 :  Zillertaler Hochzeitsmarsch, qui reprend la mélodie d'un morceau de danse populaire. Mais le groupe atteint son apogée avec la sortie en 1996 de l'album Träume sind stärker (les rêves sont plus forts), qui reçoit plusieurs distinction et atteint la 6e place des Charts allemand.

### Changement de style
Le succès commercial du groupe fait du groupe le symbole de la possibilité de concilier musique pop et traditionnelle. Toutefois, le succès de la chanson  Zillertaler Hochzeitsmarsch est considéré par les amateurs de musiques traditionnelles non pas comme un succès pour leur musique mais plutôt comme un détournement de l'héritage culturel. L'arrivée du batteur Patrick Cox dans le groupe marque un tournant pour le style de ce dernier, qui s'oriente désormais plus vers le hard rock. Dans les années 1990, chaque concert comporte ainsi un medley de plusieurs minutes avec les grands classiques du rock tel Satisfaction, Lady in Black ou We Will Rock You. Leurs propres chansons sont réinterprétées avec leur nouveau style. Le groupe sort par ailleurs des albums live avec 20 Jahre Zillertaler Schürzenjäger et 30 wilde Jahre. La fin des années 1990 est la période où le groupe joue dans un style très rock, par la suite, il revient à un style plus varié.
Tous les ans, le groupe donnait un grand concert en plein air en août dans les Tyrols, souvent à Finkenberg. En 1996, le dernier concert de la tournée Träume sind stärker accueille environ 100 000 spectateurs.

### Dissolution
En 2007, le groupe entame sa dernière tournée Lust auf mehr (envie de plus) qui se termine par le traditionnel concert en plein air de Finkenberg le 21 juillet. Quelques jours auparavant paraît l'album Schürzenjäger 07 – Das Beste zum Abschied (Schürzenjäger 07 - le meilleur pour la fin). Le dernier concert en Allemagne a eu lieu, lui, le 14 juillet 2007 à Uelsen.

### Hey Mann! Le Comeback
Peu après la dissolution, Alfred Eberharter père et fils fonde un nouveau groupe : Hey! Mann Band, rappelant le « Hey Mann! » qui revenait souvent dans la bouche des Schürzenjäger. S'ajoute au groupe un chanteur, Stefy (Stephan) Wilhelm, Johannes Hintersteiner, Andreas Marberger et Georg Daviotis. Le groupe en plus de nouvelles chansons reprend les tubes des Schürzenjäger et le concert annuel de Finkenberg.
En mai 2011, le groupe annonce qu'il aimerait reprendre le nom original et sortir un album en septembre de la même année. Cela conduit à quelques remous, comme au concert du 31 juillet 2011 à Flumserberg, annulé car les organisateurs et les managers du groupe n'arrivent pas à trouver un terrain d'entente quant au nom de scène à utiliser.

## Membres

### Membres actuels

#### Peter Steinlechner
Peter Steinlechner (né le 9 janvier 1953 à Mayrhofen), est un membre fondateur du groupe. À la fin des années 1960 il avait déjà fondé deux autres groupes avec Eberharter : Los Alfredos et L'Equipe 2000. Il est chanteur, guitariste et compositeur du groupe.  Il a deux filles : Anita et Petra. Sa femme est décédée, en son hommage il a composé la chanson Jeden Herzschlag wert (chaque battement du cœur compte).

#### Alfred Eberharter
Alfred Eberharter (né le 7 novembre 1951 à Mayrhofener, commune de Ginzling) joue de la musique depuis son enfance dans la taverne de ses parents. Lors de la formation du groupe en 1973, il crée une entreprise, la Tramplan Company, pour défendre les intérêts financiers de ce dernier. Il joue de la basse et de l'accordéon. Il est également peintre et, en 2004, un vernissage pour ses peintures a lieu à Innsbruck. Il est marié à Elisabeth Steinlechner, la sœur de Peter, ensemble ils ont deux enfants : Alfred junior et Daniela. Les Rolling Stones sont son modèle en matière musicale.

#### Patrick Cox
Patrick Cox (né le 13 décembre 1960 à Munich) est le fils d'un soldat américain et d'une allemande. De 1963 à 1972, il vit d'ailleurs aux États-Unis avec sa famille. Par la suite, celle-ci rentre à Munich. Il étudie dans un internat à Ising am Chiemsee où il joue en 1976 dans le groupe The Flames. Par la suite, il joue dans divers groupes munichois et tyroliens comme le Speedy Weekend Band. À côté de cela il effectue une formation pour devenir marchand d'instruments de musique. En 1982, il déménage dans les Tyrols où il joue de la guitare dans le groupe Revenge. Ensuite, il travaille comme musicien de studio et technicien du son, d'abord pour des enregistrements de démo, puis par la suite pour les labels Tyrolis et MCP spécialisés tous deux dans la musique traditionnelle. C'est à ce poste qu'en 1989, il fait la connaissance de Halef Krug, le producteur des Schürzenjäger, qui le met en contact avec le groupe. À l'époque Cox joue pour Combo Delago et n'est pas intéressé à priori par l'idée de jouer de la musique traditionnelle. Sa rencontre avec Steinlechner se passe bien et il se décide finalement à jouer avec le groupe en incorporant son style plus rock. Il est batteur, guitariste et chanteur du groupe jusqu'à sa dissolution.
Patrick Cox joue aussi en solo et est également producteur. Les musiciens qui l'accompagnent quand il ne joue pas avec les Schürzenjäger sont : Matthias Kremer (basse, clavier, chant), Jürgen Wagner (guitare, chant) et Markus „Mike“ Müller (batteur). En 2009, il a produit un single Barfuss tanzen (danser pieds nus). Il est également professeur de guitare à Treppendorf, à l'école de musique Thomann.

#### Alfred Eberharter jr.
Alfred Eberharter jr. (né le 24 avril 1979 à Innsbruck) a commencé la musique à l'âge de 7 ans avec l'Ziehharmonika, une sorte d'accordéon. À l'âge de 10 ans, il commence le piano. Après avoir passé son Matura, il veut entrer à l'université de Graz pour y étudier la musique et l'art au département jazz, toutefois les délais d'inscriptions sont expirés. C'est ainsi que son père lui propose de jouer pour le groupe à la tournée des 25 ans du groupe. Il y joue les instruments à percussion, dont il a appris l'usage pour l'occasion. En 1999, il reprend ses études à Linz. Il joue avec le groupe la batterie, la guitare basse et les percussions en général jusqu'à la dissolution de celui-ci.
Depuis novembre 2008, il prend part au projet Hey Mann! avec son père.

#### Christof von Haniel
Christof von Haniel (né Linckh le 18 février 1960 à Munich) grandit dans le quartier de Schwabing. À l'âge de six ans, il commence à apprendre le piano dans l'école de musique Waltershausen. Il veut tout d'abord devenir ingénieur du son, mais finit quand il a 18 ans par se diriger vers une carrière de musicien professionnel. De 1980 à 1985, elle joue dans le groupe Universe. Par la suite, il devient musicien de studio, pour Peter Schilling et Jürgen Drews par exemple. En 1992, il se marie à Andrea von Haniel et prend son nom, ensemble ils ont deux enfants : Anja et Robin. Depuis 1999, il est membre du groupe et y joue du clavier et de l'accordéon. Il a été un temps membre du groupe Patrick Cox, mais le quitte en mars 2009.

### Anciens membres

#### Willi Kröll
Willi Kröll (né le 8 septembre 1949 à Mayrhofen-Ginzling) est membre du groupe de 1973 à 2000. Par la suite il devient professeur de ski, puis se remet à jouer de la musique traditionnelle.

#### Christian Dzida
Christian Dzida (né le 13 septembre 1969 à Schwaz dans les Tyrols et mort le 2 novembre 2009 à Peine,) est chanteur et joueur de clavier pour le groupe de 1991 à 1998. En 1999, il rejoint le groupe HOI!. À partir de 2000, il devient producteur dans le domaine des nouvelles technologies du divertissement. Il meurt le 2 novembre 2009 lors d'un accident de voiture sur la Bundesautobahn 2 dans les environs de Peine.

#### Freddy Pfister
Freddy Pfister (né le 13 janvier 1962 à  Zell am Ziller) est membre du groupe de 1987 à 1998, il y joue de l'accordéon, du clavier et de l'orgue Hammond. En 1998, il est renvoyé du groupe parce qu'il ne voulait pas abandonner son idée de créer un groupe plus pop, ceci donne en 1999 le groupe HOI!. Depuis, il joue dans un trio le Freddy Pfister Band. Il est père de deux filles.

#### Günter Haag
Günter Haag (né le 25 octobre 1962 à Vienne) est guitariste électrique du groupe de 1992 à 1996. En 1998, il intègre le groupe HOI!. Depuis 2003, il enseigne également la musique à Wiesbaden.

#### Florian Leis-Bendorff
Florian Leis-Bendorff (né le 22 octobre 1969 à Hambourg et décédé le 4 octobre 2005 dans l'arrondissement de Harburg) est guitariste permanent du groupe de 2001 à 2005, mais il y jouait déjà de manière occasionnel depuis 1996. En 2005, il se pend à son domicile, on ignore les raisons de son geste.

## Discographie

### Albums Studio
- 1977 Die Zillertaler Schürzenjäger, Tyrolis
- 1978 Aber heut geht’s auf, Tyrolis
- 1979 Grüne Tannen
- 1980 Heut will i lustig sein
- 1981 Wie der Blitz kommt bei uns Stimmung auf
- 1982 I komm heut' auf a Bussl zu Dir
- 1983 Ich habe Dir zu danken
- 1983 Ohne Jodeln geht die Zenzi nicht gern schlafen
- 1983 Steirische Harmonika (Instrumental)
- 1984 10 Jahre Zillertaler Schürzenjäger
- 1984 Fata Morgana (sous le nom WAP die Schürzenjäger)
- 1985 Ein kleiner Blumenstrauß
- 1986 Nimm dir Zeit für Fröhlichkeit
- 1986 Weihnacht mit den Zillertaler Schürzenjäger
- 1987 Sierra Madre
- 1987 Damenwahl zum Zillertaler Hochzeitsmarsch
- 1988 Ischia-Isola Bella
- 1989 Ohne Musig geht nix
- 1989 20 Top Volltreffer
- 1990 Steirische Harmonika 2 (Instrumental)
- 1990 Zillertaler Hochzeitsblues
- 1991 Zillertaler Schürzenjäger '92, BMG
  - 1999 réédité sous le titre Schürzenjägerzeit, Koch
- 1991 Schürzenjägerzeit, Tyrolis
- 1992 Teure Heimat, (3 versions) BMG, Tyrolis et Koch
- 1993 Typisch Schürzenjäger, BMG et Tyrolis
- 1993 A Weihnacht wie’s früher war, BMG
  - 1999 réédité sous le titre Weihnacht & Frieden, Tyrolis
  - 2004 réédité sous le titre A Weihnacht wie’s früher war, Universal
- 1993 20 Jahre Zillertaler Schürzenjäger – Ihre größten Erfolge / 20 Top Volltreffer
- 1994 Glory-Hallelujah!
- 1994 In Memoriam Hubert Klier - 20 Top Volltreffer
- 1996 Träume sind stärker
- 1997 Homo Erectus
- 1998 25 Jahre Schürzenjäger
- 1999 Es hört nie auf
- 2001 Treff ma' uns in der Mitt’n
- 2002 Tu’s jetzt!
- 2004 Hinter dem Horizont
- 2005 Hinter dem Horizont – Premium Edition
- 2005 Weihnachten miteinander
- 2006 Weihnachten miteinander – Premium Edition
- 2006 Lust auf mehr
- 2007 Schürzenjäger 07 - Das Beste zum Abschied
- 2007 Schürzenjäger – Danke für die Wahnsinnszeit
- 2008 Die schönsten Balladen

### Albums live
- 1990 Live/Open Air Finkenberg partie 1
- 1992 Live/Open Air Finkenberg partie 2
- 1994 20 Jahre Zillertaler Schürzenjäger – Rebellion in den Alpen (2 Versions : Tyrolis et BMG)
- 2003 30 wilde Jahre
- 2008 Die Besten Live Erfolge

### Divers
- 1996 Karaoke

### Film sortis en VHS
- 1990 Live – Finkenberg Mitschnitt
- 1992 Schürzenjägerzeit
- 1994 20 Jahre Zillertaler Schürzenjäger – Rebellion in den Alpen
- 1996 Träume sind stärker
- 1998 25 Jahre Schürzenjäger – Open Air Walchsee '97
- 2001 Draußen in der Heimat
- 2002 Tu’s jetzt!

### Films sortis en DVD
- 2002 Tu’s jetzt!
- 2003 30 wilde Jahre
- 2006 Hinter dem Horizont – LIVE
- 2007 Schürzenjäger 07 - Das Beste zum Abschied (Finkenberg 2007)

## Distinctions
- Goldene Europa 27 décembre 1996
- Goldene Stimmgabel en 1999
- Amadeus Austrian Music Award-nommé en 2002
- Oh, Du mein Österreich
- Goldenes Ticket en 1994
- Goldene Musikanten en 1978
- Verleihung des Schlagerdiamanten en 1998
- L'Edelweiß du magazine Frau im Spiegel en 1992
- Ambassadeur de bonne volonté pour l'HCR Botschafter des guten Willens le 5 juillet 1998
- Goldene Ehrentafel der Gemeinde Finkenberg le 21 juillet 2007